# Holler (Luxemburg)
Holler is een plaats in de gemeente Weiswampach en het kanton Clervaux in Luxemburg.
Holler telt 82 inwoners (2001).
In Holler staat het monumentale kerkje de Sint-Salvatorkerk.

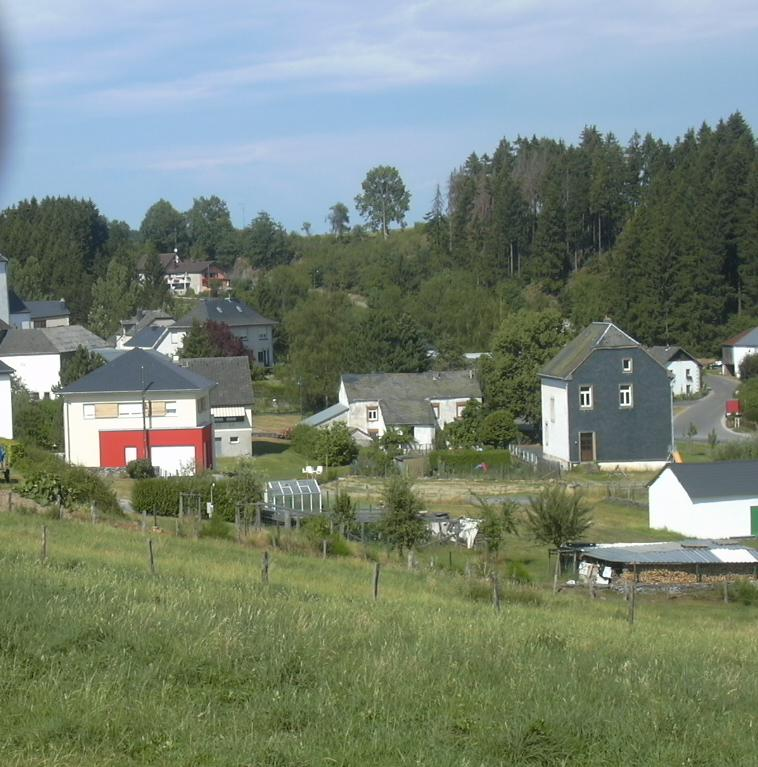
Holler

## Nabijgelegen kernen
Breidfeld, Weiswampach, Binsfeld, Wilwerdange
Beiler · Binsfeld · Breidfeld · Holler · Leithum · Maulusmühle · Wemperhardt

Luxemburgse gemeenten · Kanton Clervaux · Luxemburg